# Babouin et Babouine
« Babouin »  et « Babouine » (ou Jean Babouin et Jeanne Babouine) sont deux pierres sculptées, supposées être d'anciens menhirs, situés à Trédion, dans le Morbihan, en France.

## Historique
La première mention des pierres figure dans l'ouvrage Essai sur les antiquités du Morhihan, publié par l'abbé Mahé en 1825. En 1847, Cayot-Délandre mentionne que la plus grande pierre est couchée. Les pierres sont classées au titre des monuments historiques par arrêté du 10 juillet 1933.

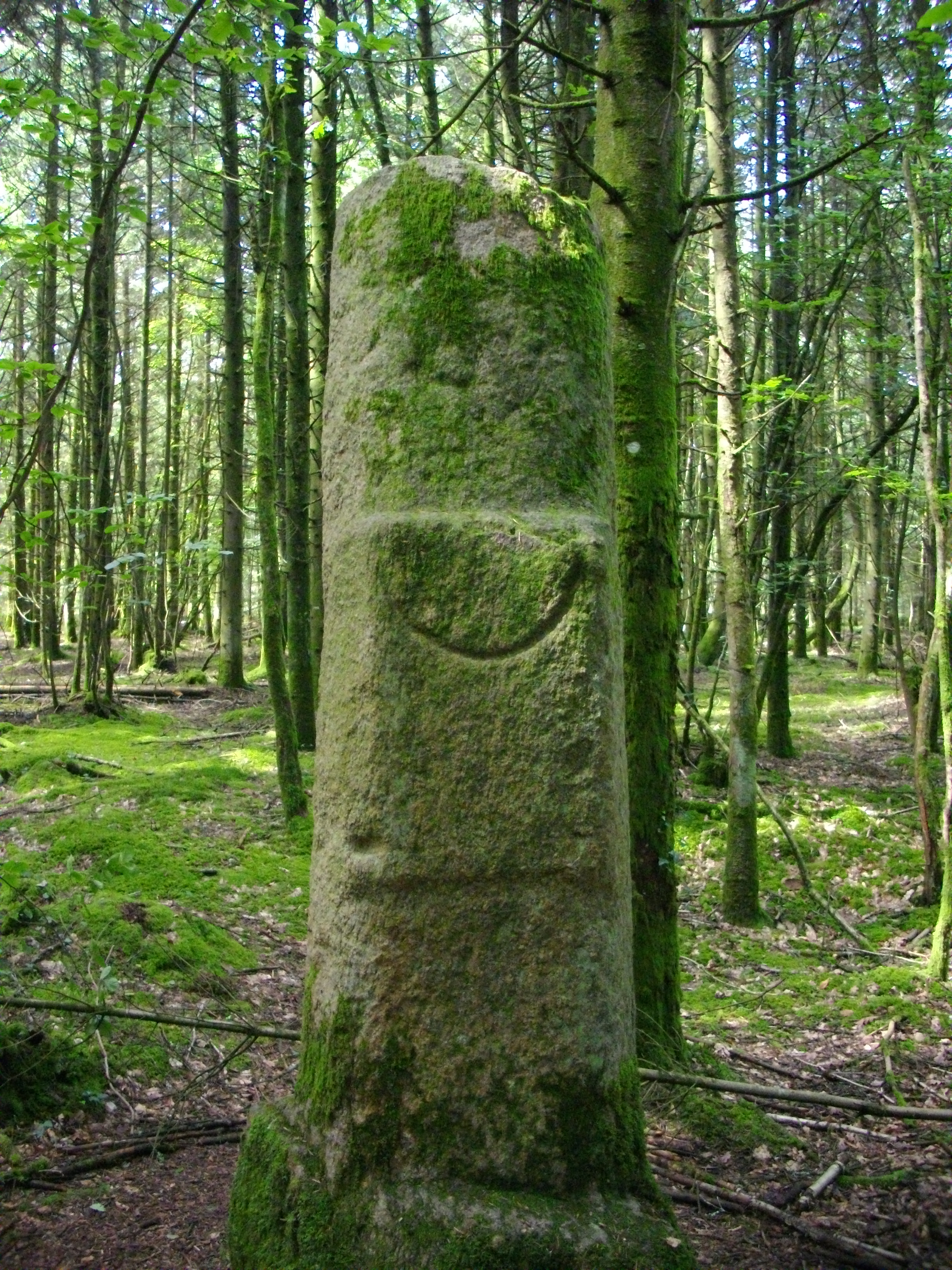
« Babouine »

## Description
Les deux pierres sont en granite à deux micas de couleur gris bleu, extrêmement dur. Jean L'Helgouach a émis l'hypothèse que les deux pierres correspondaient à deux parties d'une même stèle. Elles pourraient correspondre à deux anciens menhirs qui auraient été retaillés à une époque ultérieure et qui ont fait l'objet de cultes païens.
Le menhir « Babouin » est celui qui est situé le plus à l'est. Il mesure environ 1,45 m de haut hors sol, 65 cm au plus large, pour une épaisseur allant de 0,30 m à la base à 0,50 m dans la partie supérieure. La partie supérieure comporte une sculpture représentant un visage  : les yeux sont figurés par des traits rapprochés, le nez est large et épais, la bouche est représentée par un trait en creux. L'ensemble est encadré par un cercle gravé en bordure de pierre.
Le menhir « Babouine » a été retouché sur toute la hauteur de la pierre (3,25 m de haut) et comporte différentes parties, en gradin, d'épaisseur variable. La partie centrale, proéminente, pourrait correspondre à une figuration de la poitrine d'une femme, soulignée par un arc de cercle gravé qui pourrait représenter un collier. La partie supérieure du bloc comporte d'autres gravures difficilement identifiables.
L'origine de leur nom demeure obscure mais un dénommé Jean Babouin se vit attribuer en 1426 par le duc Jean V l'île de Groix en récompense de son dévouement.